# Berl Gutenberg
Berl Joel Gutenberg född 7 december 1912 i Örebro, död 28 december 1979 i USA, var en svensk affärsman, som blev uppmärksammad i samband med Husebyaffären. Efter fem år med rättegångar dömdes han slutligen 1962 till tre och ett halvt års straffarbete för omfattande ekonomisk brottslighet mot godsägaren Florence Stephens och Huseby bruk.
Berl Gutenberg var son till Jacob Gutenberg (1889–1969) och Hilma Victoria Hedeer (1887–1950). Han är gravsatt tillsammans med sin mor och en bror på Norra begravningsplatsen vid Stockholm.